# Jarmila Hašková
Jarmila Hašková rozená Mayerová (28. června 1887 Praha – 20. září 1931, tamtéž) byla česká novinářka, prozaička, autorka humoristických povídek, románů a knih pro děti a mládež a první manželka Jaroslava Haška, o němž napsala vzpomínkovou črtu. Jako jedna z prvních českých humoristek se dokázala prosadit v tehdy převážně mužském žánru. 
Pocházela z pražské měšťanské rodiny, vyrůstala s osmi sourozenci na Královských Vinohradech. Po absolvování obchodní školy Ženského výrobního spolku se seznámila s Jaroslavem Haškem, za kterého se i přes počáteční odpor rodiny v roce 1910 provdala. Jejich manželství však bylo problematické zejména kvůli Haškovu bohémskému způsobu života. Po narození syna Richarda (1912) se jejich vztah dále komplikoval a manželé se rozešli.
Po rozchodu s Haškem získala stálé zaměstnání v Obchodní a živnostenské komoře v Praze, kde pracovala až do konce života. Po první světové válce se Hašek vrátil z Ruska, kde mezitím uzavřel druhé manželství s Alexandrou Lvovou. Po Haškově smrti v roce 1923 vedla Jarmila Hašková vleklé soudní spory o jeho pozůstalost.
Literárně byla činná od mládí, nejprve publikovala básně, později se prosadila jako autorka humoristických povídek, románů a knih pro děti a mládež. Mezi její významná díla patří částečně autobiografické romány "Vinohradské dětičky" a "Haniččino jaro". Ve své tvorbě se snažila vymanit ze stínu svého slavnějšího manžela a prosadit se jako samostatná autorka.
Zemřela předčasně ve věku 44 let, roku 1931 v Praze. Byla pohřbena se svým manželem na Vinohradském hřbitově.

## Dílo
Její život a dílo dlouho stály ve stínu jejího manžela a teprve později se staly předmětem samostatného badatelského zájmu. Jako jedna z prvních českých humoristek se dokázala prosadit v tehdy převážně mužském žánru. Kromě beletrie přispívala také do různých periodik.
Významný vliv na její tvorbu měl její dědeček Martin Mayer (1819-1906), jehož životní příběh zachytila v biografii Martin Mayer, životopis proletáře (1922). Knihu, kterou sama považovala za své nejlepší dílo, nejprve publikovala na pokračování v časopise Čas. Dílo vzniklo na základě dědečkova vyprávění o jeho cestě z chudých poměrů v Slavošovicích u Klatov až k řemeslu mlynářskému. Blízký vztah s dědečkem, který s dětmi trávil mnoho času a pečoval o ně během nemocí, zachytila také ve svém autobiografickém románu Vinohradské dětičky.

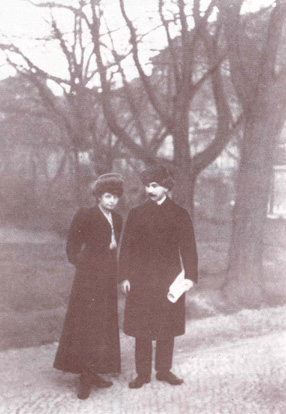
Manželé Haškovi (někdy před r. 1916)

- Manželé Haškovi (někdy před r. 1916)Robinson a jiné veselé povídky (1923)
- Haniččino jaro (1923) [2]
- Povídky o slabých ženách a silných mužích a naopak (1927) [3]
- Z notesu svatého Petra (1930, 1942 – ilustroval Ondřej Sekora)
- Vinohradské dětičky (1924, 1946)
- Drobné příběhy (1960)